# Beşiktaş Jimnastik Kulübü
El Beşiktaş Jimnastik Kulübü es un club polideportivo con sede en la ciudad de Estambul, Turquía. Fue fundado en 1903 y su sección de fútbol juega en la Superliga de Turquía. Otras secciones importantes del club son las de baloncesto, balonmano, voleibol y atletismo.
Es uno de los tres principales clubes de la ciudad de Estambul, junto a los cuales constituyen los únicos que disputaron todas las temporadas de la Superliga de Turquía. Así disputa él derbi de Estambul: contra él Galatasaray S.K., y el derbi del Bósforo: con él Fenerbahçe S.K..

## Historia
El Beşiktaş fue el segundo club que existió en Turquía. Creado en 1903 primeramente como club de lucha, boxeo, halterofilia y gimnasia.
Tras la aprobación de una ley que permitía la fundación de clubs deportivos el 3 de agosto de 1909, al club fue oficialmente registrado el 20 de enero de 1910 como "Beşiktaş Ottoman Gymnastics Club". Şükrü Pasha era el presidente. De esta forma el Beşiktaş se convirtió en el primer club deportivo oficialmente registrado en Turquía.
En el barrio de Beşiktaş de Estambul se formaron dos equipos de fútbol: "Valideçeşme" y "Basiret". Bajo el liderazgo de Seref Bey, ambos clubes se fusionaron y se integraron en el "Beşiktaş Ottoman Gymnastics Club" en 1911. En poco tiempo el fútbol se convirtió en la rama más importante del club.
La leyenda atribuye el sobrenombre de "águilas negras" al grito de un pescador (Mehmet Galin) durante un partido en 1941, que el Beşiktaş terminó ganando 6-0.
En el escudo aparecía el año 1319, ya que en los tiempos de la fundación del equipo todavía se utilizaba en Turquía el calendario musulmán. Dicho año es equivalente al 1903 del calendario gregoriano, año que aparece en el escudo moderno.

## Indumentaria

### Titular
| 1991–92 | 1997–98 | 2007–08 | 2008–09 | 2009–10 |
| 2010–11 | 2011–12 | 2012–13 | 2013–14 | 2014–15 |
| 2015–16 | 2016–17 | 2017–18 | 2018-19 | 2019-20 |
| 2020-21 | 2021-22 | 2022-23 | 2023-24 |         |

### Alternativo
| 2007-08 | 2008–09 | 2009–10 | 2010–11 | 2011–12 |
| 2012–13 | 2013–14 | 2014–15 | 2015–16 | 2016–17 |
| 2017–18 | 2018-19 | 2019–20 | 2020-21 | 2021-22 |
| 2022–23 | 2023–24 |         |         |         |

### Tercero
| 2007-08 | 2008–09 | 2009–10 | 2010–11 | 2011–12 |
| 2012–13 | 2013–14 | 2014–15 | 2015–16 | 2016–17 |
| 2017–18 | 2018-19 | 2019-20 | 2020-21 | 2021-22 |
| 2022–23 | 2023–24 |         |         |         |

## Estadio

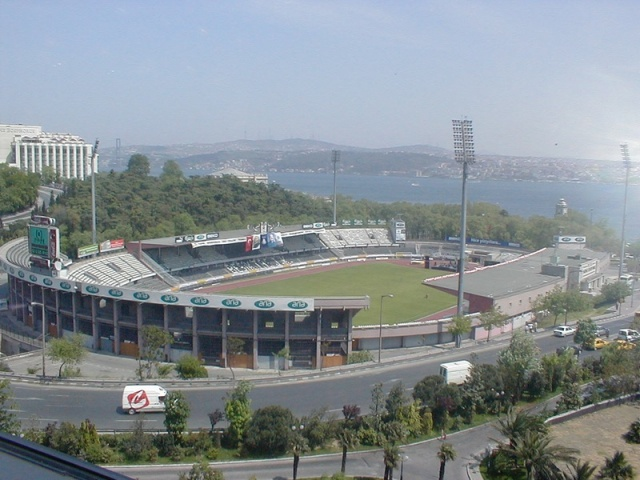
Estadio BJK İnönü.

El Beşiktaş disputó sus partidos en el Estadio BJK İnönü, recinto situado en la parte europea de la ciudad de Estambul cercano a la Plaza Taksim y al Palacio de Dolmabahçe. La primera piedra del estadio fue colocada el 19 de mayo de 1939 sin embargo la construcción se vio detenida por el estallido de la Segunda Guerra Mundial. El estadio fue inaugurado finalmente el 19 de mayo de 1947, con una capacidad inicial de 16.000 personas y ampliado en sucesivas remodelaciones hasta alcanzar los 32.000 espectadores.
El Estadio BJK İnönü fue demolido a mediados del año 2013, para levantar en el mismo sitio el Vodafone Park, estadio inaugurado en abril de 2016 y que cuenta con una capacidad para 42.000 espectadores.

## Estadísticas en competiciones UEFA
Actualizado a la Temporada 2017-18.
- Primer partido Internacional:  Real Madrid 2-0  Beşiktaş (Copa de Europa 1958-59) el 13 de noviembre de 1958.
- Mayor goleada:
  -  Sarajevo 0-5  Beşiktaş en Sarajevo, Bosnia y Herzegovina, el 3 de octubre de 2002.
- Mayor derrota:
  -  Liverpool 8-0  Beşiktaş en Liverpool, Inglaterra, el 6 de noviembre de 2007.
- Disputados en UEFA Champions League: 19
- Disputados en Recopa de la UEFA: 7
- Disputados en UEFA Europa League: 17
- Más partidos disputados: 63
  -  İbrahim Üzülmez
- Maximo goleador: 14
  -  Oktay Derelioğlu

## Entrenadores
El técnico con más tiempo en la banca del club es Şeref Bey, que ocupó el cargo durante 14 años. El técnico más exitoso es el inglés Gordon Milne, ganando la liga tres temporadas consecutivas en 1991, 1992 y 1993.
- Şeref Bey (1911–1925)
- Imre Zinger (1925–1935)
- Refik Osman Top (1935–1944)
- Charles Howard (1944–1946)
- Refik Osman Top (1946–1948)
- Giuseppe Meazza (1948–1949)
- Hakkı Yeten (1949)
- Eric Keen (1949–1950)
- Hakkı Yeten (1950–1951)
- Alfred Cable (1951–1952)
- Sadri Usuoğlu (1952–1953)
- Sandro Puppo (1953–1954)
- Cihat Arman (1955–1956)
- József Mészaros (1956–1957)
- Esref Bilgiç (1957)
- Leandro Remondini (1957–1958)
- Hüseyin Saygun (1959)
- András Kuttik (1959–1960)
- Sandro Puppo (1960–1961)
- Şeref Görkey (1961)
- András Kuttik (1961–1962)
- Ljubiša Spajić (1962–1963)
- Ernst Melchior (1963–1964)
- Ljubiša Spajić (1964–1967)
- Jane Janevski (1967–1968)
- Krum Milev (1968–1969)
- Milovan Ćirić (1969–1970)
- Dumitru Teodorescu (1970–1971)
- Gündüz Kılıç (1971–1972)
- Abdulah Gegić (1972–1973)
- Metin Türel (1973–1974)
- Horst Buhtz (1974–1975)
- Gündüz Tekin Onay (1975–1976)
- İsmet Arıkan (1977)
- Miloš Milutinović (1977–1978)
- Doğan Andaç (1978–1979)
- Serpil Hamdi Tüzün (1979–1980)
- Metin Türel (1980)
- Đorđe Milić (1980–1983)
- Ziya Taner (1983–1984)
- Branko Stanković (1984–1986)
- Miloš Milutinović (1986–1987)
- Gordon Milne (1987–1994)
- Christoph Daum (1994–1996)
- Rasim Kara (1996–1997)
- John Toshack (1997–1999)
- Karl-Heinz Feldkamp (24 feb 1999–15 sept 1999)
- Hans-Peter Briegel (16 sept 1999–30 de junio de 2000)
- Nevio Scala (1 de julio de 2000-6 de marzo de 2001)
- Christoph Daum (7 de marzo de 2001-11 de mayo de 2002)
- Mircea Lucescu (1 de julio de 2002-1 de mayo de 2004)
- Vicente Del Bosque (8 de junio de 2004-27 de enero de 2005)
- Rıza Çalımbay (1 de febrero de 2005-17 de oct 2005)
- Jean Tigana (31 de octubre de 2005-21 de mayo de 2007)
- Ertuğrul Sağlam (6 de julio de 2007-7 de octubre de 2008)
- Mustafa Denizli (9 de octubre de 2008–4 de junio de 2010)
- Bernd Schuster (1 de julio de 2010-15 de marzo de 2011)
- Tayfur Havutçu (17 de marzo de 2011-13 de julio de 2011)
- Carlos Carvalhal (2 de agosto de 2011-2 de abril de 2012)
- Tayfur Havutçu (2012)
- Samet Aybaba (16 de junio de 2012-27 de mayo de 2013)
- Slaven Bilić (26 de junio de 2013-1 de junio de 2015)
- Şenol Güneş (1 de julio de 2015-31 de mayo de 2019)
- Abdullah Avcı (1 de junio de 2019–24 de enero de 2020)
- Sergen Yalçın (29 de enero de 2020–9 de diciembre de 2021)
- Önder Karaveli (9 de diciembre de 2021–22 de marzo de 2022)
- Valérien Ismaël (23 de marzo de 2022-26 de octubre de 2022)
- Şenol Güneş (28 de octubre de 2022-10 de octubre de 2023)
- Burak Yılmaz (11 de octubre de 2023-10 de noviembre de 2023)
- Rıza Çalımbay (10 de noviembre de 2023-22 de diciembre de 2023)
- Fernando Santos (7 de enero de 2024-13 de abril de 2024)
- Giovanni van Bronckhorst (5 de junio de 2024-30 de noviembre de 2024)
- Ole Gunnar Solskjær (18 de enero de 2025-)

## Palmarés
- Nota: en negrita competiciones vigentes en la actualidad.

| Competición nacional         | Títulos | Subtítulos |
| ---------------------------- | --- | --- |
| Superliga de Turquía (16/14) | 1956-57, 1957-58, 1959-60, 1965-66, 1966-67, 1981-82, 1985-86, 1989-90, 1990-91, 1991-92, 1994-95, 2002-03, 2008-09, 2015-16, 2016-17, 2020-21. | 1962-63, 1963-64, 1964-65, 1967-68, 1973-74, 1984-85, 1986-87, 1987-88, 1988-89, 1992-93, 1996-97, 1998-99, 1999-2000, 2006-07. |
| Copa de Turquía (11/6)       | 1974–75, 1988–89, 1989–90, 1993–94, 1997–98, 2005–06, 2006–07, 2008–09, 2010–11, 2020–21, 2023-24                                               | 1965–66, 1976–77, 1983–84, 1992–93, 1998–99, 2001–02.                                                                           |
| Supercopa de Turquía (10/12) | 1967, 1974, 1986, 1989, 1992, 1994, 1998, 2006, 2021, 2024.                                                                                     | 1966, 1975, 1977, 1982, 1990, 1991, 1993, 1995, 2007, 2009, 2016, 2017.                                                         |
| Copa Presidente (6/2)        | 1944, 1947, 1974, 1977, 1988, 1997. | 1987, 1996. |
| Copa Atatürk (1)             | 2000 | |

| Competición regional  | Títulos | Subcampeonatos |
| --------------------- | --- | -------------- |
| Liga de Estambul (13) | 1923–24, 1933–34, 1938–39, 1939–40, 1940–41, 1941–42, 1942–43, 1944–45, 1945–46, 1949–50, 1950–51, 1951–52, 1953–54 |                |

### Torneos amistosos
- Copa Antalya (3): 2003, 2006 y 2015
- Copa SporToto (4): 1966, 1968, 1969 y 1970

## Participación internacional

#### Por competición
| Torneo                       | TJ | PJ  | PG | PE | PP | GF  | GC  | Dif. | Puntos |
| ---------------------------- | -- | --- | -- | -- | -- | --- | --- | ---- | ------ |
| Liga de Campeones de la UEFA | 21 | 89  | 27 | 19 | 43 | 89  | 153 | -54  | 100    |
| Liga Europa de la UEFA       | 20 | 121 | 53 | 24 | 44 | 189 | 155 | +34  | 183    |
| Recopa de Europa de la UEFA  | 7  | 20  | 4  | 4  | 12 | 21  | 38  | -17  | 16     |
| Total                        | 48 | 230 | 84 | 47 | 99 | 299 | 346 | -47  | 299    |

### Resultados por temporada
| Torneo                      | Posición                     | PJ | PG | PE | PP | GF | GC | Dif. | Puntos |
| --------------------------- | ---------------------------- | -- | -- | -- | -- | -- | -- | ---- | ------ |
| Copa de Europa 1958-59      | Octavos de final             | 2  | 0  | 1  | 1  | 1  | 3  | -2   | 1      |
| Copa de Europa 1960-61      | Ronda Previa                 | 2  | 1  | 0  | 1  | 1  | 4  | -3   | 3      |
| Copa de Europa 1966-67      | Dieciseisavos de final       | 2  | 0  | 0  | 2  | 1  | 4  | -3   | 0      |
| Copa de Europa 1967-68      | Dieciseisavos de final       | 2  | 0  | 0  | 2  | 0  | 4  | -4   | 0      |
| Copa de la UEFA 1974-75     | Treintaidosavos de final     | 2  | 1  | 0  | 1  | 2  | 3  | -1   | 3      |
| Recopa de Europa 1975-76    | Dieciseisavos de final       | 2  | 0  | 0  | 2  | 0  | 6  | -6   | 0      |
| Recopa de Europa 1977-78    | Dieciseisavos de final       | 2  | 1  | 0  | 1  | 2  | 5  | -3   | 3      |
| Copa de Europa 1982-83      | Dieciseisavos de final       | 2  | 0  | 1  | 1  | 1  | 3  | -2   | 1      |
| Recopa de Europa 1984-85    | Dieciseisavos de final       | 2  | 0  | 1  | 1  | 2  | 5  | -3   | 1      |
| Copa de la UEFA 1985-86     | Treintaidosavos de final     | 2  | 0  | 0  | 2  | 1  | 5  | -4   | 0      |
| Copa de Europa 1986-87      | Cuartos de final             | 4  | 2  | 0  | 2  | 3  | 7  | -4   | 6      |
| Copa de la UEFA 1987-88     | Treintaidosavos de final     | 2  | 0  | 1  | 1  | 1  | 3  | -2   | 1      |
| Copa de la UEFA 1988-89     | Treintaidosavos de final     | 2  | 1  | 0  | 1  | 1  | 2  | -1   | 3      |
| Recopa de Europa 1989-90    | Dieciseisavos de final       | 2  | 0  | 0  | 2  | 1  | 3  | -2   | 0      |
| Copa de Europa 1990-91      | Dieciseisavos de final       | 2  | 0  | 1  | 1  | 4  | 5  | -1   | 1      |
| Copa de Europa 1991-92      | Dieciseisavos de final       | 2  | 0  | 1  | 1  | 2  | 3  | -1   | 1      |
| Liga de Campeones 1992-93   | Dieciseisavos de final       | 2  | 1  | 0  | 1  | 2  | 3  | -1   | 3      |
| Recopa de Europa 1993-94    | Octavos de final             | 4  | 1  | 0  | 3  | 4  | 8  | -4   | 3      |
| Recopa de Europa 1994-95    | Octavos de final             | 4  | 1  | 2  | 1  | 5  | 5  | 0    | 5      |
| Liga de Campeones 1995-96   | Ronda Previa                 | 2  | 1  | 0  | 1  | 3  | 4  | -1   | 3      |
| Copa de la UEFA 1996-97     | Octavos de final             | 8  | 3  | 3  | 2  | 12 | 9  | +3   | 12     |
| Liga de Campeones 1997-98   | Fase de grupos               | 8  | 3  | 1  | 4  | 9  | 10 | -1   | 10     |
| Recopa de Europa 1998-99    | Octavos de final             | 4  | 1  | 1  | 2  | 7  | 6  | +1   | 4      |
| Liga de Campeones 1999-2000 | Segunda Ronda                | 2  | 0  | 2  | 0  | 1  | 1  | 0    | 2      |
| Liga de Campeones 2000-01   | Fase de grupos               | 10 | 4  | 2  | 4  | 12 | 19 | -7   | 14     |
| Copa de la UEFA 2002-03     | Cuartos de final             | 10 | 4  | 3  | 3  | 17 | 10 | +7   | 15     |
| Copa de la UEFA 2003-04     | Dieciseisavos de final       | 2  | 0  | 0  | 2  | 2  | 5  | -3   | 0      |
| Liga de Campeones 2003-04   | Fase de grupos               | 6  | 2  | 1  | 3  | 5  | 7  | -2   | 7      |
| Copa de la UEFA 2004-05     | Fase de grupos               | 6  | 2  | 2  | 2  | 9  | 8  | +1   | 8      |
| Copa de la UEFA 2005-06     | Fase de grupos               | 8  | 4  | 2  | 2  | 15 | 9  | +6   | 14     |
| Copa de la UEFA 2006-07     | Fase de grupos               | 6  | 2  | 1  | 3  | 8  | 9  | -1   | 7      |
| Liga de Campeones 2007-08   | Fase de grupos               | 10 | 5  | 1  | 4  | 11 | 16 | -5   | 16     |
| Copa de la UEFA 2008-09     | Primera Ronda                | 4  | 3  | 0  | 1  | 8  | 5  | +3   | 9      |
| Liga de Campeones 2009-10   | Fase de grupos               | 6  | 1  | 1  | 4  | 3  | 8  | -5   | 4      |
| Liga Europea 2010-11        | Dieciseisavos de final       | 14 | 9  | 2  | 3  | 27 | 15 | +12  | 29     |
| Liga Europea 2011-12        | Octavos de final             | 12 | 6  | 0  | 6  | 19 | 16 | +3   | 18     |
| Liga Europea 2013-14        | Cuarta Ronda                 | 2  | 1  | 0  | 1  | 3  | 2  | +1   | 3      |
| Liga de Campeones 2014-15   | Ronda Play-Off               | 4  | 2  | 1  | 1  | 5  | 3  | +2   | 7      |
| Liga Europea 2014-15        | Octavos de final             | 10 | 4  | 3  | 3  | 14 | 11 | +3   | 15     |
| Liga Europea 2015-16        | Fase de grupos               | 6  | 2  | 3  | 1  | 7  | 6  | +1   | 9      |
| Liga de Campeones 2016-17   | Fase de grupos               | 6  | 1  | 4  | 1  | 9  | 14 | -5   | 7      |
| Liga Europea 2016-17        | Cuartos de final             | 6  | 4  | 1  | 1  | 13 | 7  | +6   | 13     |
| Liga de Campeones 2017-18   | Octavos de final             | 8  | 4  | 2  | 2  | 12 | 13 | -7   | 14     |
| Liga Europea 2018-19        | Fase de grupos               | 6  | 2  | 1  | 3  | 9  | 11 | -2   | 7      |
| Liga Europea 2019-20        | Fase de grupos               | 6  | 1  | 0  | 5  | 6  | 15 | -9   | 3      |
| Liga de Campeones 2020-21   | Segunda Ronda clasificatoria | 1  | 0  | 0  | 1  | 1  | 3  | -2   | 0      |
| Liga Europea 2020-21        | Tercera Ronda clasificatoria | 1  | 0  | 1  | 0  | 1  | 1  | 0    | 1      |
| Liga de Campeones 2021-22   | Fase de grupos               | 6  | 0  | 0  | 6  | 3  | 19 | -16  | 0      |